# Рощин, Иван Илларионович
Иван Илларионович Рощин (1915 — 2010) — советский и российский журналист и писатель. В годы Великой Отечественной войны — военный корреспондент армейской и дивизионной газет на фронте, политрук и агитатор штрафной роты. В послевоенные годы — специальный корреспондент газеты «Труд», автор многочисленных сборников и статей о подвигах советских людей на войне. Соавтор биографического справочника «Зачислен навечно» (1990). Ветеран Великой Отечественной войны, полковник в отставке.

## Биография
Родился 23 июня 1915 года в деревне Нижняя Мельница (ныне не существует, территория Красногорского района Брянской области) в семье крестьянина.
После окончания средней школы работал сельским учителем истории, заочно окончил Ленинградский государственный университет. В феврале 1940 года Красногорским РВК призван в РККА.
Во время Великой Отечественной войны воевал на Южном и Северо-Кавказском фронтах (с 7 октября 1941 по 3 ноября 1943), затем на 3-м Украинском фронте (с октября 1944 по День Победы).
С 7 октября 1941 года старший сержант И. И. Рощин — помощник командира взвода управления 32-го артиллерийского полка 31-й стрелковой дивизии 56-й армии. В октябре 31-я стрелковая дивизия отступала из-под Таганрога до Ростова-на-Дону, но затем перешла в контрнаступление и заняла прежние позиции на реке Миус.
В одном из эпизодов в 1941 году старший сержант И. И. Рощин с помощью стереотрубы обнаружил бронегруппу противника из 10 машин, которая ночью вышла к расположенному неподалеку заброшенному домику путевого обходчика. Не выслав разведку и боевого охранения, немцы расположились на отдых и помывку. И. И. Рощин точно навёл артиллерийский огонь, и вся бронегруппа была уничтожена. В дивизионной газете на следующий день было написано, что артиллеристы устроили немцам «горячую баню», а старший сержант И. И. Рощин был удостоен ордена Красной Звезды.
В 1942 году И. И. Рощин вступил в ВКП(б), в апреле ему присвоено воинское звание политрук. В июне 1942 года стал военкомом батареи этого же полка. 1 августа был контужен при авианалёте при отходе из района Ростова между Кущёвкой и Злодейской, и был направлен в госпиталь.
После излечения в ноябре 1942 года направлен агитатором в 89-ю армейскую штрафную роту 47-й армии (где служил по апрель 1943 года). Рота была придана стрелковой дивизии и занимала позиции в горах северо-восточнее Новороссийска, у станицы Шапсугской. По воспоминаниям И. И. Рощина, штрафники «в большинстве своём действительно совершили воинские преступления — дезертировали во время боя или струсили в ответственный момент. Например, был такой „вояка“ — старший лейтенант Шлеймович, который ухитрился на машине добраться до Баку. Там его, как говорится, и повязали, судили и отправили в тбилисскую тюрьму — откуда штрафная рота и получала главным образом „пополнение“.».
89-я армейская штрафная рота постоянно находилась на передовой. В обязанности младшего политрука И. И. Рощина, в том числе, входило составление списков погибших и раненых в бою: с них снималась судимость. 15 апреля 1943 года был вторично контужен при штурме станции Крымская, находясь непосредственно в боевых порядках роты.
После излечения в госпитале в июне 1943 года направлен агитатором полка в 319-й гвардейский полк 128-й гвардейской стрелковой дивизии. В 1945 году ранен. Агитатор агитпункта станции Бухарест гвардии майор И. И. Рощин встретил День Победы в Румынии.
После войны учился в Высшем военно-педагогическом институте Красной Армии в Ленинграде. Затем работал в Главном Политуправлении СА и ВМФ. В 1970 году заместитель начальника военного НИИ по политчасти полковник И. И. Рощин уволен в запас.
После войны начал публиковаться в газетах, первая публикация в мае 1949 года появилась в «Красной звезде», где вплоть до 2010 года работал нештатным корреспондентом. Почти 30 лет работал специальным корреспондентом газеты «Труд».
Член Союза журналистов СССР и РФ, инвалид Великой Отечественной войны I степени, Почётный ветеран города Москвы.
Жил в Москве. Умер 18 ноября 2010 года.

## Труды
Главная тема творчества И. И. Рощина — героика, объект исследования — фронтовики. Ещё в военные годы он завёл тетрадь, куда записывал наиболее значительные и поразившие его события. Эти записи в сочетании с исследованиями архивных материалов впоследствии легли в основу очерковых книг И. И. Рощина о героях Великой Отечественной войны.
Несколько своих книг он посвятил освещению боевого прошлого полных кавалеров ордена Славы, исследование «Навечно в строю» рассказывает о Героях Советского Союза, навечно зачисленных в списки воинских частей, и о продолжателях их традиций — воинах послевоенных поколений.
Много лет бывший фронтовик И. И. Рощин собирал сведения о советских патриотах, в большинстве ранее почти неизвестных. Ему удалось найти документы и разыскать людей, которые на свои трудовые сбережения приобретали для Красной Армии оружие и боевую технику, и тех, кто на этой боевой технике впоследствии воевал лично. В результате этой работы свет увидели две его книги: «Народ — фронту» (1975) и «Твёрдо верю в нашу победу» (1989). Последняя его работа — сборник «Для Победы» (2010).
Биографические справочники:
- Зачислен навечно: биографический справочник : в 2 кн. / А. Д. Зайцев, И. И. Рощин, В. Н. Соловьёв. — М.: Политиздат, 1990. — 100 000 экз. — ISBN 5-250-00410-5.

Сборники биографических очерков:
- Рощин И. И. Для Победы. — М.: Патриот, 2010. — 224 с. — 1000 экз. — ISBN 5-7030-1023-3.
- Рощин И. И. Были военной поры. — М.: Красная Звезда, 2008. — 159 с. — ISBN 5887270527.
- Рощин И. И. Парторги военной поры. — М.: Издательство политической литературы, 1990. — 320 с. — 50 000 экз. — ISBN 5-250-00936-0.
  - Также более ранние издания: И. И. Рощин, А. И. Марчук (1979, 256 с.) и И. И. Рощин, И. С. Сеньков (1983, 352 с.)
- Рощин И. И. Твёрдо верю в нашу Победу. — М.: Политиздат, 1989. — 208 с. — ISBN 5-250-00667-1.
- Рощин И. И. Солдатская слава. Книга 7 / ред. Т. П. Булгакова. — М.: Воениздат, 1988. — 184 с. — ISBN 5-203-00039-5.
- Рощин И. И. Солдатская слава. Книга 6. — М.: Воениздат, 1982. — 225 с. — ISBN 5-203-00039-5.
- Кавалеры ордена Славы трёх степеней / Рощин И. И.. — М.: Знание, 1981. — 64 с.
- Белодед А. В., Рощин И. И. Золотые звёзды комсоргов: рассказы о Героях Советского Союза. — М.: Молодая гвардия, 1977. — 176 с.
- Остроухов П. Г., Романьков А. И., Рощин И. И. Богатыри земли московской. — М.: Московский рабочий, 1977. — 240 с. — 40 000 экз.
- Рощин И. И. Народ – фронту. — М.: ДОСААФ, 1975. — 126 с.
- Андронов И. И., Рощин И. И. Навечно в строю. — М.: Воениздат, 1971. — 566 с. — 40 000 экз.
- Рощин И. И., Тихоненко Б. Л. Подвиг тыла. — М.: Издательство политической литературы, 1970. — 240 с. — 75 000 экз.
- Кавалеры орденов Славы / Рощин И. И.. — М., 1960.

## Награды и звания
Советские государственные награды:
- орден Отечественной войны I степени (6 апреля 1985[1])
- три ордена Красной Звезды (1941, 24 августа 1944[5], 14 сентября 1945[4])
- медали